# Peter Farazijn
Peter Farazijn (Dixmuda, 27 de enero de 1969) es un antiguo ciclista belga ya retirado. Debutó en 1991 con el equipo Weinmann. Su hijo Maxime también fue ciclista profesional.

## Palmarés
1994
- Gran Premio de Valonia

## Resultados en Grandes Vueltas y Campeonatos del Mundo
| Carrera         | Carrera         | 1991 | 1992 | 1993  | 1994 | 1995  | 1996  | 1997 | 1998 | 1999 | 2000 | 2001 | 2002 | 2003 | 2004  | 2005 |
| --------------- | --------------- | ---- | ---- | ----- | ---- | ----- | ----- | ---- | ---- | ---- | ---- | ---- | ---- | ---- | ----- | ---- |
|                 | Giro de Italia  | ―    | 74.º | ―     | ―    | ―     | ―     | ―    | ―    | ―    | ―    | ―    | ―    | ―    | ―     | ―    |
|                 | Tour de Francia | ―    | ―    | 135.º | Ab.  | 105.º | 122.º | 39.º | 19.º | 63.º | ―    | ―    | ―    | ―    | 107.º | ―    |
|                 | Vuelta a España | ―    | ―    | ―     | ―    | ―     | ―     | ―    | ―    | ―    | ―    | 58.º | ―    | Ab.  | ―     | ―    |
| Mundial en Ruta | Mundial en Ruta | ―    | ―    | ―     | ―    | ―     | Ab.   | Ab.  | ―    | 40.º | ―    | ―    | ―    | ―    | ―     | ―    |

―: no participa

Ab.: abandono